# Békás-patak
Békás-patak är ett vattendrag i Ungern.   Det ligger i provinsen Pest, i den nordvästra delen av landet, 18 km väster om huvudstaden Budapest. Békás-patak ligger vid sjön Biai-tó.